# Hynek Farkač
Hynek Farkač (*29. května 1954, Jihlava) je český dirigent a pedagog. Je známý svými působeními u významných orchestrů v Česku i zahraničí.

## Životopis
Studoval na Pražské konzervatoři, kde se věnoval hře na violoncello pod vedením profesora Pravoslava Sádla a dirigování u Jana Kasala. Ve studiu dirigování pokračoval na Akademii múzických umění v Praze (AMU) pod vedením významných pedagogů, jako byli Josef Veselka, Miroslav Košler, Václav Neumann a Radomil Eliška.
V roce 1976 založil Komorní orchestr bez názvu, který byl od roku 1979 znám jako Sukův komorní orchestr. V letech 1981 až 1989 působil jako dirigent Jihočeského symfonického orchestru. Od roku 1987 byl šéfdirigentem Východočeského symfonického orchestru v Hradci Králové.

## Kariéra a úspěchy
- 1982 a 1984: Vítěz tuzemských dirigentských soutěží.
- 1984: Získal 2. místo a titul laureáta na mezinárodní dirigentské soutěži v Besançonu ve Francii.[2]
- 1984–1985: Působil jako dirigent-asistent České filharmonie.
- 1987–1991: Šéfdirigent Státního symfonického orchestru Hradec Králové.
- 2000–2005: Šéfdirigent Plzeňské filharmonie (Symfonický orchestr Českého rozhlasu Plzeň).
- 2001–2006: Hlavní hostující dirigent u portugalského Národního symfonického orchestru Porto (Orquestra Nacional do Porto).
- Nahrál 11 CD a přibližně 70 titulů symfonické hudby pro Český rozhlas.
- 2017: Jmenován docentem hudebního umění se zaměřením na dirigování.[3]